# CU-11
La autovía CU-11 es la prolongación de la A-40 en el tramo de acceso a la ciudad de Cuenca.

## Nomenclatura

Indicador.

CU-11 es la nomenclatura oficial de la vía, formada por: CU que indica que es una autovía urbana de la ciudad de Cuenca, perteneciente a la Red de Carreteras del Estado; y 11, ya que es una vía de penetración a la ciudad.

## Trazado actual
La autovía CU-11 comienza en el p.k. 304 + 600 de la A-40, de forma continuada con esta autovía, y sobre el P.K. 145 + 100 de la N-320.
Finaliza en la Avda. República Argentina, junto al parque de los Moralejos, ya en el casco urbano de Cuenca, tras km de recorrido.